# Paola Tiziana Cruciani
Pour les articles homonymes, voir Cruciani.
Paola Tiziana Cruciani, née à Rome le 29 mai 1958, est une actrice et dramaturge italienne.

## Biographie
Paola Tiziana Cruciani a été mariée plusieurs années au réalisateur Paolo Virzì, avec qui elle a eu une fille, Ottavia.

## Filmographie partielle

### Au cinéma
- 1984 : Fatto su misura de Francesco Laudadio
- 1984 : Magic Moments de Luciano Odorisio
- 1985 : I pompieri de Neri Parenti
- 1990 : Condominio de Felice Farina
- 1994 : La bella vita de Paolo Virzì
- 1994 : Senza pelle de Alessandro D'Alatri
- 1996 : Un inverno freddo freddo de Roberto Cimpanelli
- 1996 : Addio e ritorno de Rodolfo Roberti
- 1996 : La classe non è acqua de Cecilia Calvi
- 1996 : Ferie d'agosto de Paolo Virzì
- 1996 : Mamma mi si è depresso papà de Paolo Poeti
- 1997 : Mi fai un favore de Giancarlo Scarchilli
- 1998 : I fobici de Giancarlo Scarchilli
- 1998 : Baci e abbracci de Paolo Virzì
- 2000 : Le giraffe de Claudio Bonivento (aussi scénario)
- 2000 : Le ali della vita de Stefano Reali (film pour la télévision)
- 2003 : Caterina va in città de Paolo Virzì
- 2004 : Che ne sarà di noi  de Giovanni Veronesi
- 2006 : Commediasexi de Alessandro D'Alatri
- 2008 : Tutta la vita davanti de Paolo Virzì
- 2008 : Questa notte è ancora nostra de Paolo Genovese et Luca Miniero
- 2011 : Scialla! (Stai sereno) de Francesco Bruni
- 2012 : Gli equilibristi de Ivano De Matteo
- 2013 : Buongiorno papà de Edoardo Leo : Adele
- 2014 : Ti sposo ma non troppo : Madre di Lotty
- 2015 : Le leggi del desiderio : Maria
- 2015 : Uno anzi due : Luana
- 2016 : Sole cuore amore : Adele
- 2017 : Nove lune e mezza : Teresa l'Ostetrica
- 2017 : Niente di serio : Caposala Striano
- 2018 : Ricchi di fantasia : Moglie Sergio
- 2018 : Detective per Caso : Mamma Ivan
- 2019 : Il grande salto : Maria
- 2021 : Genitori vs Influencer : Zia Agnese

### À la télévision
- 2020 : Permette? Alberto Sordi de Luica Manfredi : Maria Righetti Sordi

## Distinctions
- 1999 : nomination au David di Donatello de la meilleure actrice dans un second rôle pour Baci e abbracci de Paolo Virzì